# موسى دجينيبو
موسى دجينيبو (بالفرنسية: Moussa Djenepo)‏ (مواليد 15 يونيو 1998) هو لاعب كرة قدم مالي يلعب في مركز الجناح في نادي ساوثهامبتون.

## روابط خارجية
- موسى دجينيبو على موقع قاعدة بيانات كرة القدم.إي يو (الإنجليزية)
- موسى دجينيبو على موقع ليكيب (الفرنسية)
- موسى دجينيبو على موقع ناشيونال فوتبول تيمز (الإنجليزية)
- موسى دجينيبو على موقع Soccerbase.com (لاعب) (الإنجليزية)
- موسى دجينيبو على موقع Soccerway.com (الإنجليزية)
- موسى دجينيبو على موقع عالم كرة القدم.نت (الإنجليزية)